# Martin Illert
Martin Illert (* 1967 in Kiel) ist ein deutscher lutherischer Theologe und Hochschullehrer.

## Leben
Er studierte von 1989 bis 1994 Theologie in Kiel, Marburg und Oxford. Von 1994 bis 1995 lehrte er als Gastlektor für deutsche Sprache an der Orthodoxen Theologischen Fakultät der Universität Sofia. Nach der Promotion (1995–1997) an der Christian-Albrechts-Universität zu Kiel bei Reinhart Staats zum Thema Johannes Chrysostomos und das syrische Mönchtum absolvierte er von 1997 bis 1999 das Vikariat in Kiel. Von 1999 bis 2000 war er Auslandsvikar an der St. Anne’s Lutheran Church in der Londoner City. Von 2000 bis 2002 war er Pastoralassistent für die deutschsprachige Gemeinde London-Ost. Von 2002 bis 2003 war er Pastor für die deutsche Gemeinde Sofia. Von 2003 bis 2006 war er Referent des Leitenden Geistlichen Dienstes an der Hauptkirche Sankt Jacobi (Hamburg).
Von 2006 bis 2012 war er Gemeindepastor am Hamburger Michel. Von September 2012 bis Februar 2019 war er im Referat für Orthodoxie, allgemeine Ökumene und Stipendien im Kirchenamt der Evangelischen Kirche in Deutschland tätig. Von März 2019 bis Juni 2020 arbeitete er für den Bereich Theologie beim Wissenschaftsverlag Ferdinand Schöningh | Brill Deutschland GmbH. Seit Juli 2020 leitete er das Referat Mittel-, Südost- und Osteuropa im Kirchenamt der EKD. Seit August 2024 ist er als Programme Executive für die Kommission Faith and Order des Weltrates der Kirchen in Genf tätig und ist Adjunct Professor am ökumenischen Institut in Bossey. Von 2014 bis 2019 war er Mitherausgeber der Ökumenischen Rundschau. Seit 2015 ist er Fachgebietsleiter für den Bereich „Orthodoxe Kirchen“ des Handbuchs der Religionen (HdR), seit Sommer 2020 auch Mitherausgeber der bei Brill Deutschland erscheinenden Reihe „Eastern Church Identities“. Seit dem Wintersemester 2014/2015 hat er Lehraufträge an der Theologischen Fakultät der Martin-Luther-Universität Halle-Wittenberg (MLU). Nach der Habilitation im Dezember 2015 im Fach Ostkirchenkunde an der MLU zum Thema Dialog – Narration – Transformation. Die bilateralen theologischen Dialoge der EKD und des BEK mit orthodoxen Patriarchaten seit 1959. Gutachter: Reinhard Thöle (Erstgutachter), Jörg Ulrich (Zweitgutachter), Assaad Elias Kattan (auswärtiger Gutachter) lehrt er seit Sommersemester 2016 als Privatdozent an der Theologischen Fakultät Halle. Im Juni 2016 war er im Stab der Ratsvorsitzenden der EKD auf der panorthodoxen Synode auf Kreta. Im November 2016 im Rahmen einer akademischen Partnerschaft mit der Lemberger Theologischen Akademie wurde er dort zum außerplanmäßigen Professor ernannt. Im Februar 2021 wurde er auch an der Universität Halle zum außerplanmäßigen Professor ernannt.
Die Äthiopische Orthodoxe Kirche verlieh ihm 2016 das Priesterkreuz und die Serbische Orthodoxe Kirche 2016 das Priesterkreuz. Die Staatliche Universität Jerewan verlieh ihm 2017 die Goldmedaille for the considerable contribution in recognition and condemnation of the Armenian Genocide. 
Nachdem Martin Illert 2021 eine Monographie zur altbulgarischen Rede des Presbyter Kosma „Gegen die Bogomilen“ (10. Jh.) erarbeitete, die in der Reihe Byzantios. Studies in Byzantine History and Civilisation (SBHC) (Brepols Publishers) erschien, gab er 2022 mit Andriy Mykhaleyko den Sammelband Perspektiven der Ostkirchenkunde mit zwanzig Skizzen zu Leben und Werk katholischer und evangelischer Ostkirchenkundlerinnen und Ostkirchenkundler heraus. Zuletzt veröffentlichte er eine Monographie zu den makarianischen Homilien im Bild des deutschen Protestantismus.
Seit Dezember 2023 wirkt Martin Illert am auf drei Jahre angelegten akademischen Projekt "Bogomilism in history and in the present day" (Ltg. Ivan Christov, Universität Sofia) mit, das vom Bildungsministerium der Republik Bulgarien gefördert wird.

## Auszeichnungen
Die Universität „Aurel Vlaicu“ in Arad (Rumänien) zeichnete ihn 2023 mit der Ehrenplakette aus.

## Schriften (Auswahl)
- Johannes Chrysostomus und das antiochenisch-syrische Mönchtum. Studien zu Theologie, Rhetorik und Kirchenpolitik im antiochenischen Schrifttum des Johannes Chrysostomus. Pano-Verlag, Zürich 2000, ISBN 3-907576-31-4 (zugleich Dissertation, Kiel 1998).
- als Übersetzer: Doctrina Addai – de imagine Edessena. Die Abgarlegende – das Christusbild von Edessa. Griechisch-lateinisch-deutsch (= Fontes Christiani. Band 45). Brepols, Turnhout 2007, ISBN 978-2-503-52114-5.
- als Übersetzer: Pseudo-Makarios: Predigten. Aus den Sammlungen C und H (= Bibliothek der griechischen Literatur. Abteilung Patristik. Band 74). Hiersemann, Stuttgart 2013, ISBN 3-7772-1301-2.
- Dialog – Narration – Transformation. Die Dialoge der Evangelischen Kirche in Deutschland und des Bundes der Evangelischen Kirchen in der DDR mit orthodoxen Kirchen seit 1959 (= Beihefte zur Ökumenischen Rundschau. Nummer 106). Evangelische Verlagsanstalt, Leipzig 2016, ISBN 3-374-04540-5.
- als Herausgeber (gemeinsam mit Irena Zeltner Pavlovic): Ostkirchen und Reformation 2017. Begegnungen und Tagungen im Jubiläumsjahr, 3 Bände, Evangelische Verlagsanstalt (Band 1: Dialog und Hermeneutik, Leipzig 2018, ISBN 978-3-374-05613-2; Band 2: Freiheit aus orthodoxer und evangelischer Sicht, Leipzig 2019, ISBN 978-3-374-05708-5; Band 3: Das Zeugnis der Christen im Nahen Osten, Leipzig 2018, ISBN 978-3-374-05710-8).
- als Übersetzer: Presbyter Kozma, gegen die Bogomilien. Orthodoxie und Häresie auf dem mittelalterlichen Balkan, SBHC 18, Turnhout 2021, ISBN 978-2-503-59625-9.
- Makarios – Ein östlicher Kirchenvater im Spiegel des deutschen Protestantismus, ECI 14, Paderborn 2023, ISBN 570-3-506-9138-2.